# 片羽絞

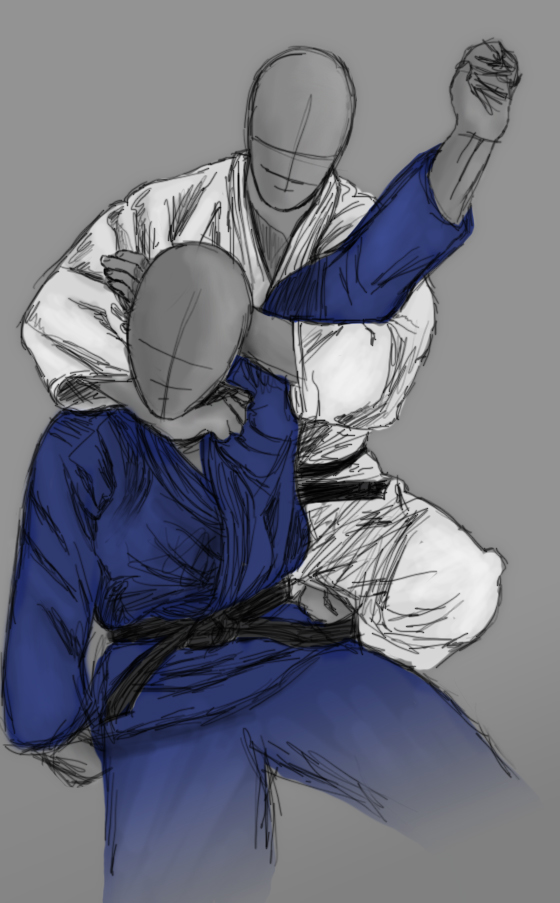
片羽絞の基本形のイラスト。

片羽絞（かたはじめ）は柔道の固技で絞技12本のうちの1つである。講道館や国際柔道連盟 (IJF) での正式名。IJF略号KHJ。別名襟責め（えりぜめ）。

## 概要
片腕を抱えた時に、片方の翼（羽）を広げた様に見える事からこの名が付いた。
レスリングでいうハーフネルソンから首を絞める技で、一瞬にして勝利を得られる絞め技である。片方の手（腕）は羽交い締めで相手の腕を抱え、もう片方の手（腕）で絞める複合絞技である。
基本形は右手で相手の首を絞める場合、まず、背後から左手で相手左腋の下から手を差し入れ相手左襟を下へ引き、襟の弛みをなくす。次に右手を首に回し弛みをなくした左襟をなるべく深く握る。最後に左手を相手の首の後ろに回し首を前に押し出すようにしながら、右手を引いて頸動脈を絞める。別名左後絡。
送襟絞の基本形と途中まで同じであるが、左手の使い方が首を後ろから固定するように使う点が異なる。
試合での実例
- グランドスラム・デュッセルドルフ2019 男子73 kg級準決勝戦

×ムサ・モグシコフ（ロシア）　（1:52　片羽絞 (IJF)、送襟締〔ママ〕（全柔連））　海老沼匡（日本）〇
全柔連は「送襟締」としてるが実際は片羽絞である。
基本形のように相手の背後から仕掛け始め、相手の正面に回って極める方法もある。
試合での実例
- グランドスラム・デュッセルドルフ2019女子70 kg級準々決勝戦

〇サリー・コンウェイ（イギリス）　（0:36 送襟絞 (IJF)）　マリア・ベルナベウ（スペイン）×
IJFは送襟絞としているが実際は片羽絞である。

## 変化

### 返絞
返絞（かえしじめ）はがぶりの体勢から相手もろとも横に回って絞める片羽絞。左腕で相手の右腕を抱え自らの襟を持ち、右手で相手の右前襟を持つ。相手を半回転、自らは一回転し正対して自らが上で崩上四方固ないしは崩袈裟固の体勢で絞める。横転しないでがぶりの体勢のまま極めることもある。柔道を題材にした小説『姿三四郎』に登場する片羽絞は背の上から相手の右腕を抱えて右腕を相手の首に回して絞める。これは基本形とは一致せずこの返絞と一致する形である。別名逆片羽絞（ぎゃくかたはじめ）。

### 逆返絞
逆返絞（ぎゃくがえしじめ）はがぶりの体勢から相手もろとも横に回って絞める片羽絞。右手で受の右横襟を取り、右肩ないしは右上腕部で受の左側頭部を抑える。左腕で受の右腕を抱え、受を半回転、取は一回転し正対して自らが上で崩袈裟固などの体勢で絞める。

### 羽交絞
羽交絞（はがいじめ）は崩袈裟固を掛けながらの片羽絞。相手の右側からの崩袈裟固。相手の右腕を左腋で抱え、左手で相手の左襟を逆手で掴んで腋固の一種片閂をつくり、右手で相手の右襟を順手で掴んで絞める。片十字絞にも似ている。柔道の試合で阿武教子が極めたことがある。映像作品『日本の古武道ビデオシリーズ 高専柔道～寝技の真髄～』（高専柔道技術研究会）で紹介されている。フルネルソンのことを羽交い締め、「羽交絞」というが、それとは異なる技である。

### ヘリコプター・チョーク
ヘリコプター・チョークは片脚を相手の頭部に掛けながらの片羽絞。うつ伏せ四つんばい、腹ばいの相手の左から左手で相手の右襟を持ち、相手の左側頭部に右脚を掛ける。相手の右側に後転または側転または前転しながら右腕で相手の右腋を通して右腕を制する。相手を右に横転させ、右手または右前腕部で相手の後頭部を押して絞める。柏崎克彦は特に腹ばいの相手に試みるとよいとしている。

### 手車絞
手車絞（てぐるましめ）は片十字絞の後十字絞に似た片羽絞。相手の背後から左手で相手の右肩上を通して相手の左前襟を四指を内に取る。右手を相手の左肩上を通して相手の左胸から左腋下の辺りを抱える。左手を引き右手は上方に絞り上げて絞める。

### 総緘絞
総緘絞（そうからみじめ）は片脚で側頭部を抑えながらの片羽絞。がぶりの姿勢の上から両腕を相手の両腋の下に入れ掌を上に向けて肘で相手の肘関節を取ったのち、両手で自身の膝裏を固く掴み、相手の両腕を制し相手もろとも横転し両者、仰向けとなる。右手で相手の後頭部を通して相手の左襟を取り、右脚を上げて右膝裏で相手の左側頭部を抑え左腕で相手の右腕を抱えたまま絞める。

### 逆片羽絞
逆片羽絞（ぎゃくかたはじめ）は四つん這いの相手への片羽絞。四つん這いの相手の右側について体で相手を抑え、右手を相手の左肩より首前を通し相手の右前襟を親指を中に掴む。後頭部を通して右肘を床につける。左手は相手の右腋下に入れて相手の右腕をかい込み左掌を右腕に当て右手首を返して絞める。別名「逆片羽絞」の返絞とは異なる技である。

### ジェルビ・チョーク
ジェルビ・チョークは取の上衣の裾を使った片羽絞。がぶりの姿勢から取は右腕を受の左腋を通して、受の首の右側に当てた取の上衣の左裾を右手でつかみ左膝裏で受の後頭部を抑えて絞める。日本の柔道界ではIJF試合審判規定において指導の対象となる「柔道衣の上衣の裾または帯を使って、（略）絞技を施すこと」に該当する禁止技ととらえられていたが、2013年世界柔道選手権大会においては反則とされず、ヤーデン・ジェルビが決勝戦などでこの技で勝利し優勝した。『国際柔道連盟試合審判規定（2014-2016）』で「自分や相手の」 (either your own or your opponents) の文言がつけたされた。IJFの見解としても反則となった。ブラジリアン柔術ではラペラ・チョークの一種であり反則ではない。柔術ファイティングシステムでも反則ではない。別名ゲルビ・チョーク。